# 史超活·泰萊
史超活·占士·泰萊（英語：Stuart James Taylor，1980年11月28日—），出生於倫敦罗姆福德，為英格蘭足球員，司職門將。曾效力於英超球會南安普顿。

## 足球生涯
阿仙奴
1997年泰萊加盟阿仙奴，成為青年軍隊員，當中曾多次被外借，球會包括布里斯托流浪（1999年9月23日至10月23日）、水晶宮（2000年8月9日至10月1日）、彼德堡（2001年2月15日至3月15日）及李斯特城（2004年11月18日至2005年1月23日），他在效力阿仙奴八年只曾為一隊上陣30場，他是球會次選或三選門將。然而，在2001/02球季，泰萊在聯賽上陣10場，使他能贏得英超冠軍獎牌。當在聯賽末場時，雲加眼見兩位後備門將李察·胡禮和泰萊只上陣九場，在4:3战胜愛華頓一仗中故意先由泰萊出任正選，再在85分鐘由胡禮入替，這讓兩位門將達標取得冠軍獎牌。
當時他被認為是施文的接班人。可是，雖然兩位門將亚历山大·曼宁格和李察·胡禮先後被賣出，球會卻分別在2003年和2004年引進列文和艾蒙尼亞，這使泰萊萌生去意。由於肩膀傷的關係，泰萊完全錯過了2003/04球季賽事。
阿士東維拉
2005年6月泰萊轉會至維拉，簽約四年。他成為維拉二號門將，排在蘇連遜之後。在2005/06球季他只上陣過兩場賽事。在2007年10月20日對曼聯的賽事，他入替被紅牌趕出場的正選門將卡臣，該仗他撲出了朗尼的十二碼。阿士東維拉在2008/09球季先後簽入美國門將費度和畢·古辛（Brad Guzan），前者並成為新的正選門將。後者成為次選，泰萊降格成為三選。被維拉投閒置散的泰萊終在2009年3月13日被外借到英冠球會卡迪夫城1個月，成為卡迪夫城外借名單中第三位守門員，其後延長到球季結束。他一直穩佔正選席位，直到4月18日作客0-6大敗於普雷斯頓腳下，才在餘下3場比賽被剔出名單之外。
曼城
2009年6月23日，英超球會曼城從阿士東維拉簽入28歲的泰萊，轉會費金額沒有公佈。
雷丁
2012年8月20日，英超球會雷丁簽入31歲被曼城放棄的泰萊，合約為期一年。
2013年11月18日，現時英冠榜末球會伊奧維從另一英冠球會雷丁借入泰萊，借用期為一個月。
2013年11月20日，借用期生效後只有兩天，泰萊以私人理由返回雷丁。
2014年5月6日，英冠球會雷丁宣佈有5名球員於6月底約滿後可自由離隊，泰萊為其中之一。
列斯聯
2014年7月3日，33歲的泰萊以自由身加盟英冠球會列斯聯，合約為期一年。

## 國家隊
泰萊在1999年代表英格蘭U20代表隊出戰世少盃時，曾夥拍艾殊利高爾、和安祖莊臣。他亦曾在英格蘭U21代表隊上陣三次。

## 榮譽
阿仙奴
- 英超 冠軍：2001/02年；
- 足總盃冠軍：2003年；

## 外部連結
- 足球数据库：史超活·泰萊的球员统计数据
- Stuart Taylor: The Arsenal Verdict
- Profile at UpThePosh! The Peterborough United Database